# Marengo (Münze)
Marengo (Pl. Marenghi) war die umgangssprachliche Bezeichnung für ein goldenes 20-Franc-Stück, das in den Jahren 1800 und 1801 von der von Frankreich abhängigen, kurzlebigen Subalpinischen Republik (Piemont) herausgegeben wurde.
Aus 1000 Gramm schlug man, dem französischen Münzgesetz entsprechend, 155 Stück, sodass ein Stück 6 14/31 Gramm (6,4516 Gramm) wog. An Kupfer wurde ein Zehntel, also 13,427 As zugesetzt. Der Goldanteil betrug 120,843 As im Stück.
Die Münze hat etwa 23 Millimeter Durchmesser und zeigt im Avers eine Minerva-Büste, darunter die Majuskeln A.L. des Turiner Medailleurs Amedeo Lavy. Die Umschrift L'ITALIE DÉLIVRÉE Â MARENGO (‚das bei Marengo befreite Italien‘) weist auf die Schlacht bei Marengo hin, die Napoleon Bonaparte gegen die Habsburgermonarchie gewann. Im Revers steht das Ausgabejahr L’AN 9 oder L’AN 10 nach dem französischen Revolutionskalender in einem Kranz. Mittig der Umschrift stehen die Worte LIBERTÉ ÉGALITÉ ERIDANIA und der zweizeilige Nominalwert 20 FRANCS. Neben einem Teil der Losung der Französischen Revolution (Liberté, Égalité) enthält die Umschrift also auch die Landesbezeichnung Eridania, abgeleitet von Eridanus, dem antiken Namen des norditalienischen Flusses Po.
Als das Piemont 1802 von Frankreich ganz annektiert wurde, wurde die Prägung der Münze eingestellt. Sie war die erste Münze Italiens, die dem Dezimalsystem folgte.

## Nationale Besonderheiten
Im italienischsprachigen Raum wurde die Bezeichnung später auch für andere französische 20-Francs-Stücke (zum Beispiel Napoléon d’or), sowie für die in Übereinstimmung mit dem französischen Münzsystem geprägten 20-Franken und 20-Lire Goldmünzen von Belgien, Italien und der Schweiz verwendet (Lateinische Münzunion). So wird zum Beispiel das Schweizer 20-Franken-Goldvreneli im Kanton Tessin noch heute Marengo genannt.